# Begraafplaats van Ciply
De Begraafplaats van Ciply is een gemeentelijke begraafplaats in het Belgische dorp Ciply, een deelgemeente van Bergen. De begraafplaats ligt aan de Rue Brunehaut op 630 m ten zuiden van het dorpscentrum (Église Saint-Amand). Ze heeft een rechthoekig grondplan en bestaat uit twee delen, gescheiden door een muur met elk een dubbel metalen hek als toegang. Het geheel wordt omgeven door een bakstenen muur. 

## Brits oorlogsgraf
Achteraan op de begraafplaats ligt het graf van de Britse soldaat John Levi Wright. Hij sneuvelde op 24 augustus 1914 en diende bij het South Lancashire Regiment. 
Zijn graf wordt onderhouden door de Commonwealth War Graves Commission en staat er geregistreerd onder Ciply Communal Cemetery.